# ادویه تند (فیلم ۲۰۰۵)
ادویه تند (به هندی: Garam Masala)فیلمی محصول سال ۲۰۰۵ و به کارگردانی پریادارشان است. در این فیلم بازیگرانی همچون آکشی کومار، جان آبراهام، پارش راوال، ریمی سن، نیها دوپیا، راجپال یاداو، نیتو چاندرا، دیزی بوپانا، نیها دوپیا، آسرانی ایفای نقش کرده‌اند.